# Gërqin
 (septembre 2022).
Si vous disposez d'ouvrages ou d'articles de référence ou si vous connaissez des sites web de qualité traitant du thème abordé ici, merci de compléter l'article en donnant les références utiles à sa vérifiabilité et en les liant à la section « Notes et références ».
Gërqin est un petit village du Kosovo à mi-chemin de Gjakovë et Prizren Gërqin, et à proximité de la frontière avec l'Albanie.

## Histoire
C'est par ce village que les gens se sont enfuis[Quand ?] pour aller en Albanie qui était occupée par les Serbes[pas clair]. 
Durant la guerre du Kosovo, plusieurs membres de la famille Sylmetaj (habitants de Gërqin) sont tués par les forces serbes.

## Climat
En été il fait très chaud environ 32°-38° degrés. En hiver il fait froid car c'est très proche de la montagne qu'on appelle Pashtrik, la plus haute montagne au Kosovo qui sépare aussi le Kosovo et l'Albanie.

## Démographie
Le village compte plus de 200 habitants
| Gërqina e nelt[pas clair] | Gërqina e posht[pas clair] |
| ------------------------- | -------------------------- |
| 120 Habitants             | 90 habitants environ       |